# Новий Краснояр
Новий Красноя́р (рос. Новый Краснояр, башк. Яңы Краснояр) — село у складі Стерлітамацького району Башкортостану, Росія. Адміністративний центр Красноярської сільської ради.
Населення — 473 особи (2010; 381 в 2002).
Національний склад:
- росіяни — 45%